# Trucios-Turtzioz
Trucios-Turtzioz is een gemeente in de Spaanse provincie Biskaje in de regio Baskenland, gelegen op ongeveer 40 kilometer ten westen van Bilbao. De hoofdplaats van de gemeente is La Iglesia.

## Geografie
Trucios-Turtzioz heeft een oppervlakte van 31 km² en telde in 2001 521 inwoners.
In de gemeente bevinden zich de volgende kernen:
- Agüero
- Cueto
- Gordon
- La Iglesia

De gemeente grenst in het noorden aan de Cantabrische gemeente Guriezo. Andere aangrenzende gemeenten zijn Artzentales in het oosten, de Cantabrische enclave Valle de Villaverde in het zuiden en Valle de Carranza in het westen.

## Cultuur
In de gemeente wordt door een klein deel van de bevolking Baskisch gesproken. "Trucios" is de Spaanse naam voor de gemeente en "Turtzioz" de Baskische. "Trucios-Turtzioz" is de officiële naam.

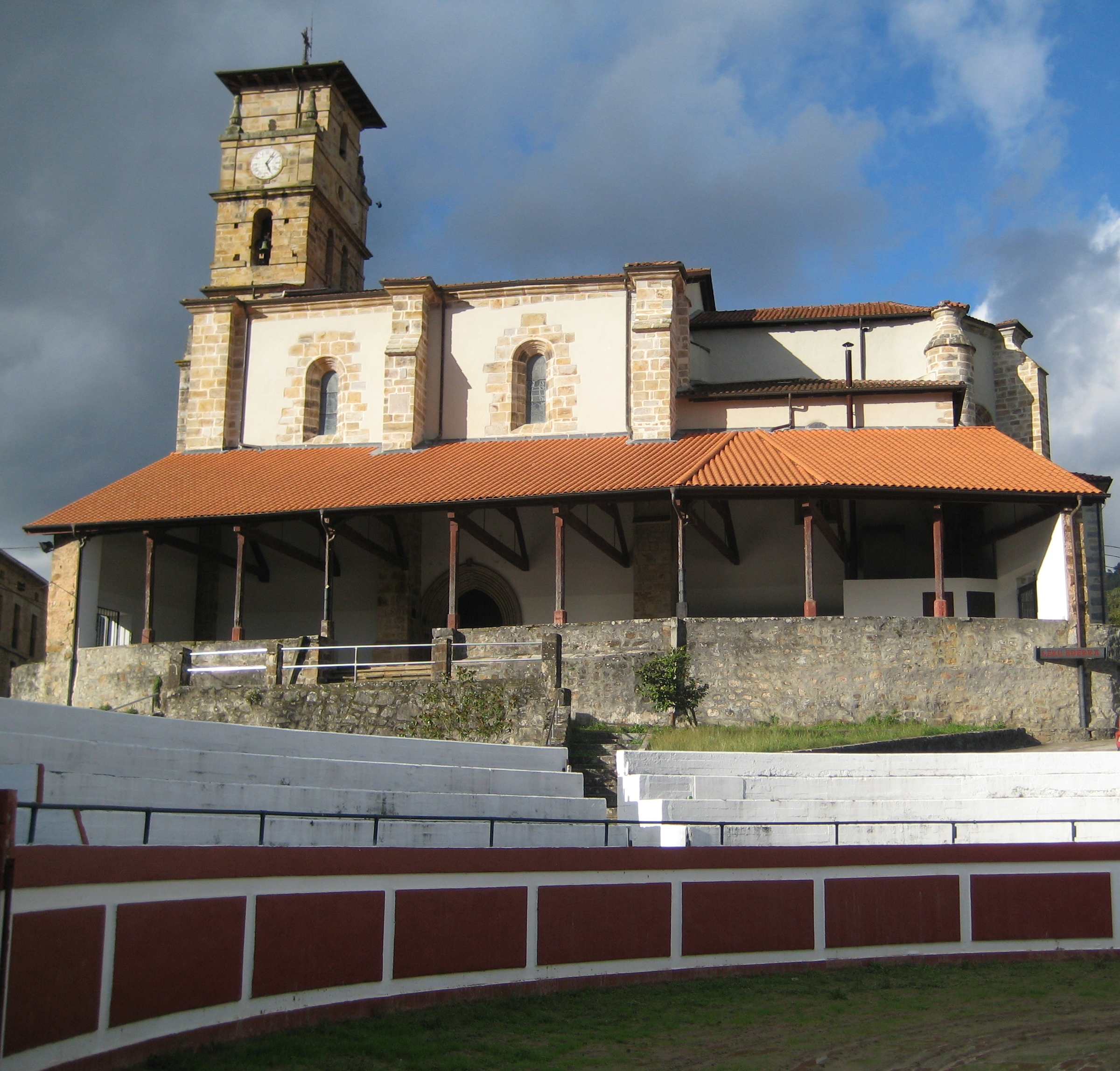
Sint-Peter Kerk en stierenarena.

## Demografische ontwikkeling
Bron: INE, 1857-2011: volkstellingen
Abadiño · Abanto Zierbena · Ajangiz · Alonsotegi · Amorebieta-Etxano · Amoroto · Arakaldo · Arantzazu · Areatza · Arrankudiaga · Arratzu · Arrieta · Arrigorriaga · Artea · Artzentales · Atxondo · Aulesti · Bakio · Balmaseda · Barakaldo · Barrika · Basauri · Bedia · Berango · Bermeo · Berriatua · Berriz · Bilbao · Busturia · Derio · Dima · Durango · Ea · Elantxobe · Elorrio · Erandio · Ereño · Ermua · Errigoiti · Etxebarri · Etxebarria · Forua · Fruiz · Galdakao · Galdames · Gamiz-Fika · Garai · Gatika · Gautegiz Arteaga · Gernika-Lumo · Getxo · Gizaburuaga · Gordexola · Gorliz · Gueñes · Ibarrangelu · Igorre · Ispaster · Iurreta · Izurtza · Kortezubi · Lanestosa · Larrabetzu · Laukiz · Leioa · Lekeitio · Lemoa · Lemoiz · Lezama · Loiu · Mallabia · Markina-Xemein · Maruri-Jatabe · Mañaria · Mendata · Mendexa · Meñaka · Morga · Mundaka · Mungia · Munitibar-Arbatzegi Gerrikaitz · Murueta · Muskiz · Muxika · Nabarniz · Ondarroa · Urduña · Orozko · Ortuella · Otxandio · Plentzia · Portugalete · Santurtzi · Sestao · Sondika · Sopelana · Sopuerta · Sukarrieta · Trapagaran · Trucios-Turtzioz · Ubide · Ugao-Miraballes · Urduliz · Karrantza · Zaldibar · Zalla · Zamudio · Zaratamo · Zeanuri · Zeberio · Zierbena · Ziortza-Bolibar